# Acontia miogona
Acontia miogona là một loài bướm đêm trong họ Noctuidae.